# Vika (Svédország)
Vika svéd település, mely Falun városhoz közel található, Dalarna megyében.

## Tudnivalók
Falunból a kicsiny település megközelíthető húsz perc autóút után.
A 2005-ös hivatalos svéd statisztikai adatok alapján a településnek 398 lakója volt. A település nevezetessége a 16. században épült temploma.

## Vika híres szülöttei
- Georg Stiernhielm Író, jogász, nyelvész és matematikus, akit költészetének elismeréseként a „svéd költészet atyjának” is neveznek.

## Galéria a templomáról

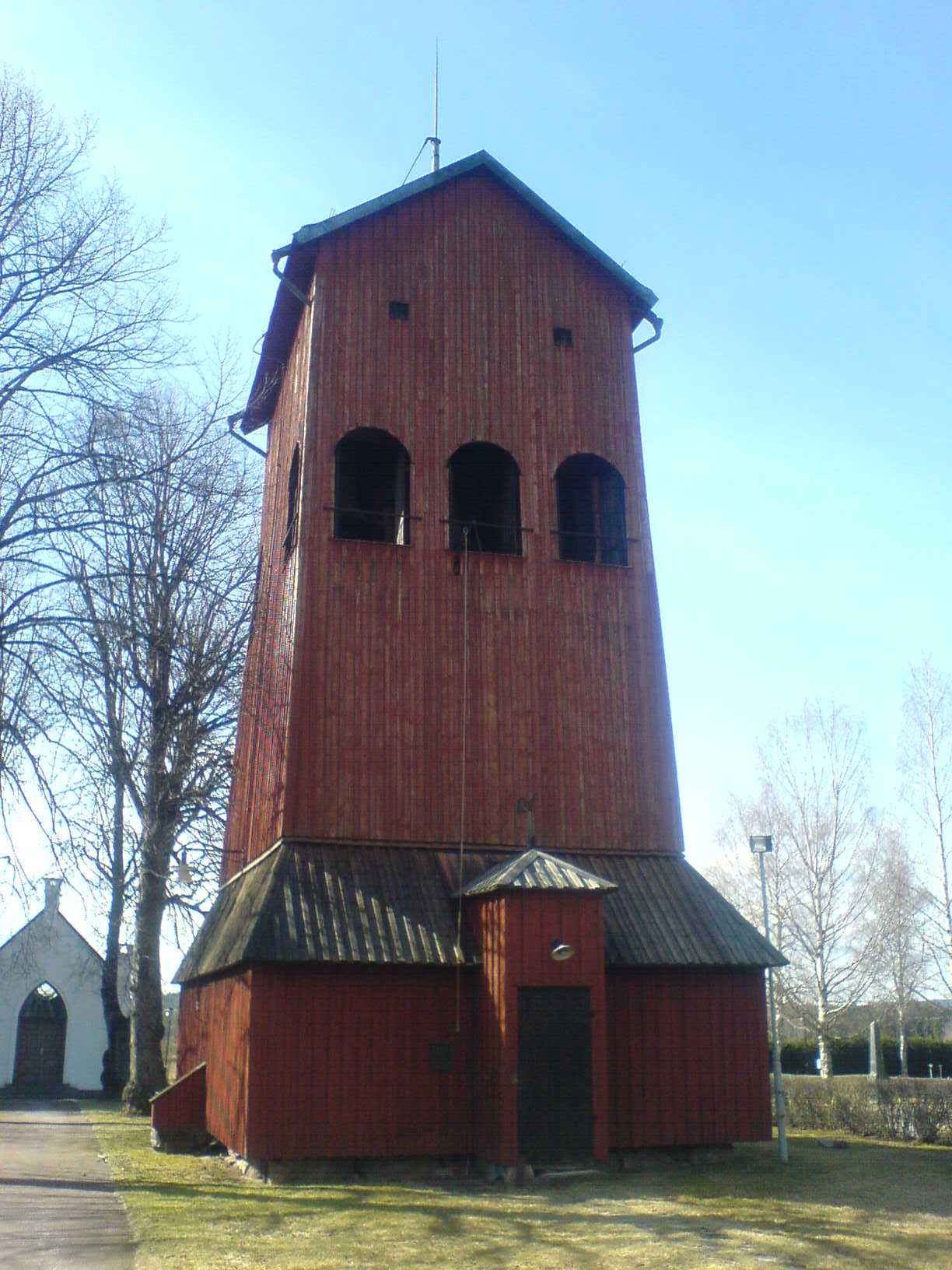
Harangtorony
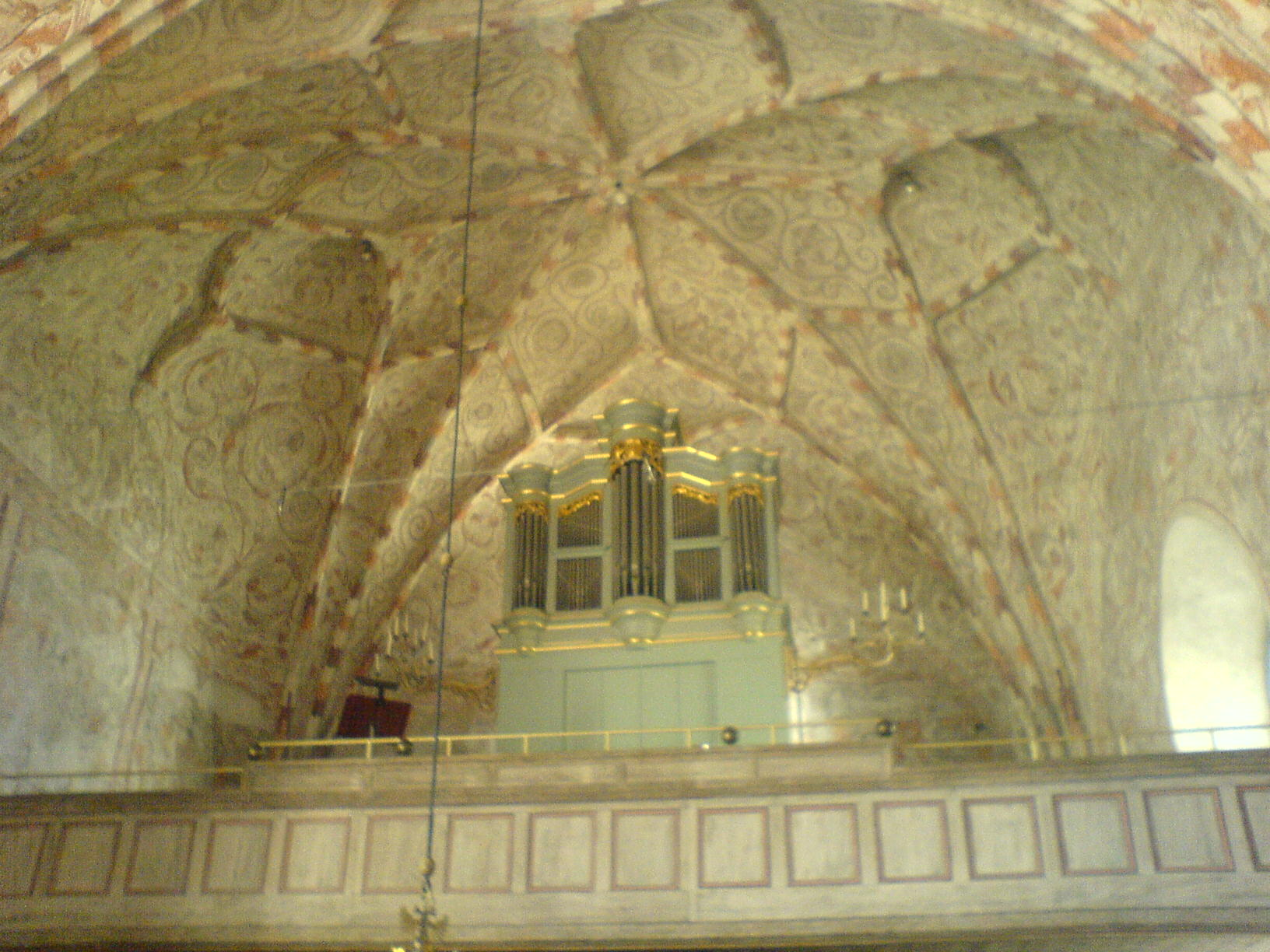
A templom orgonája
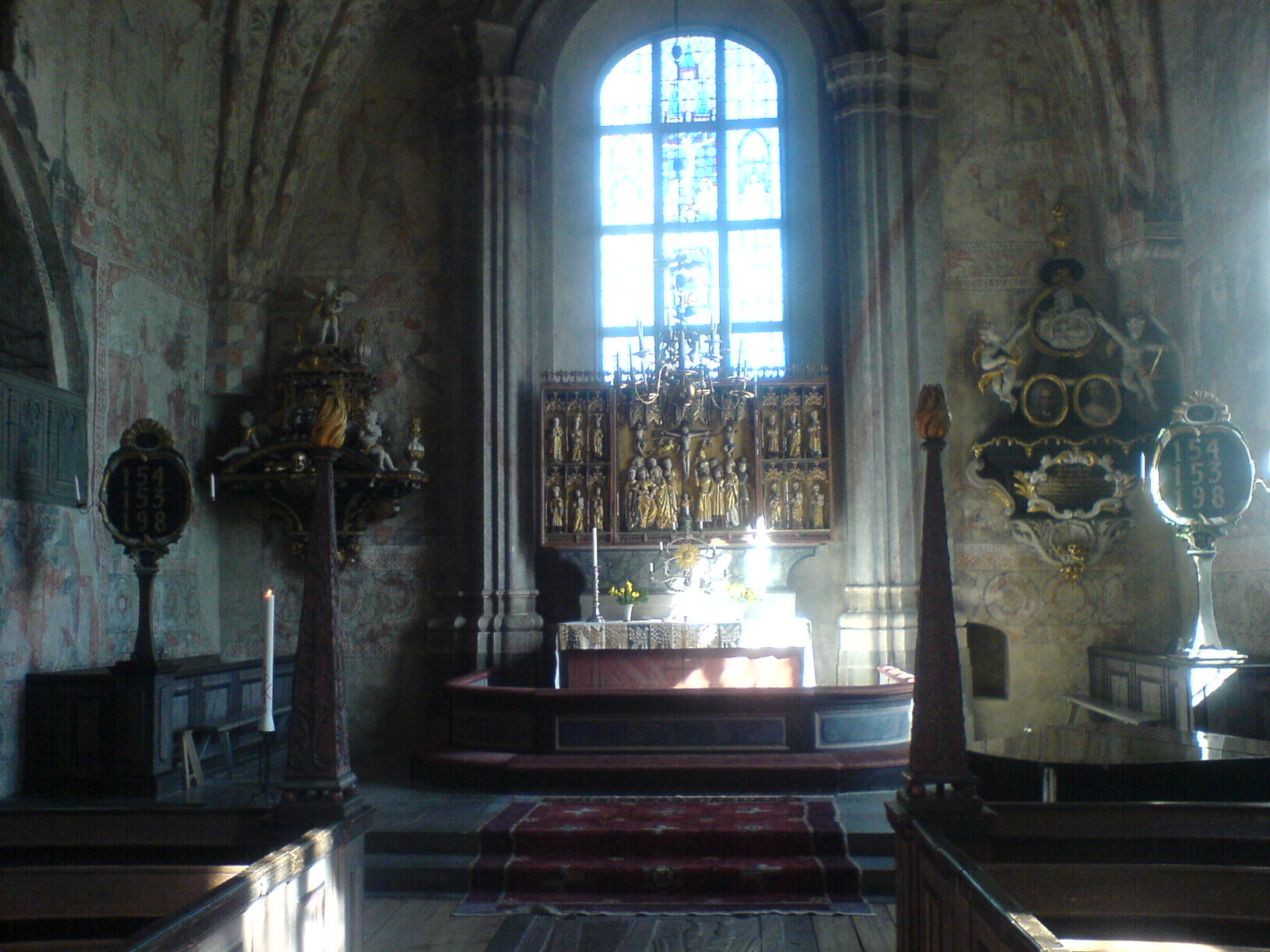
Az oltár
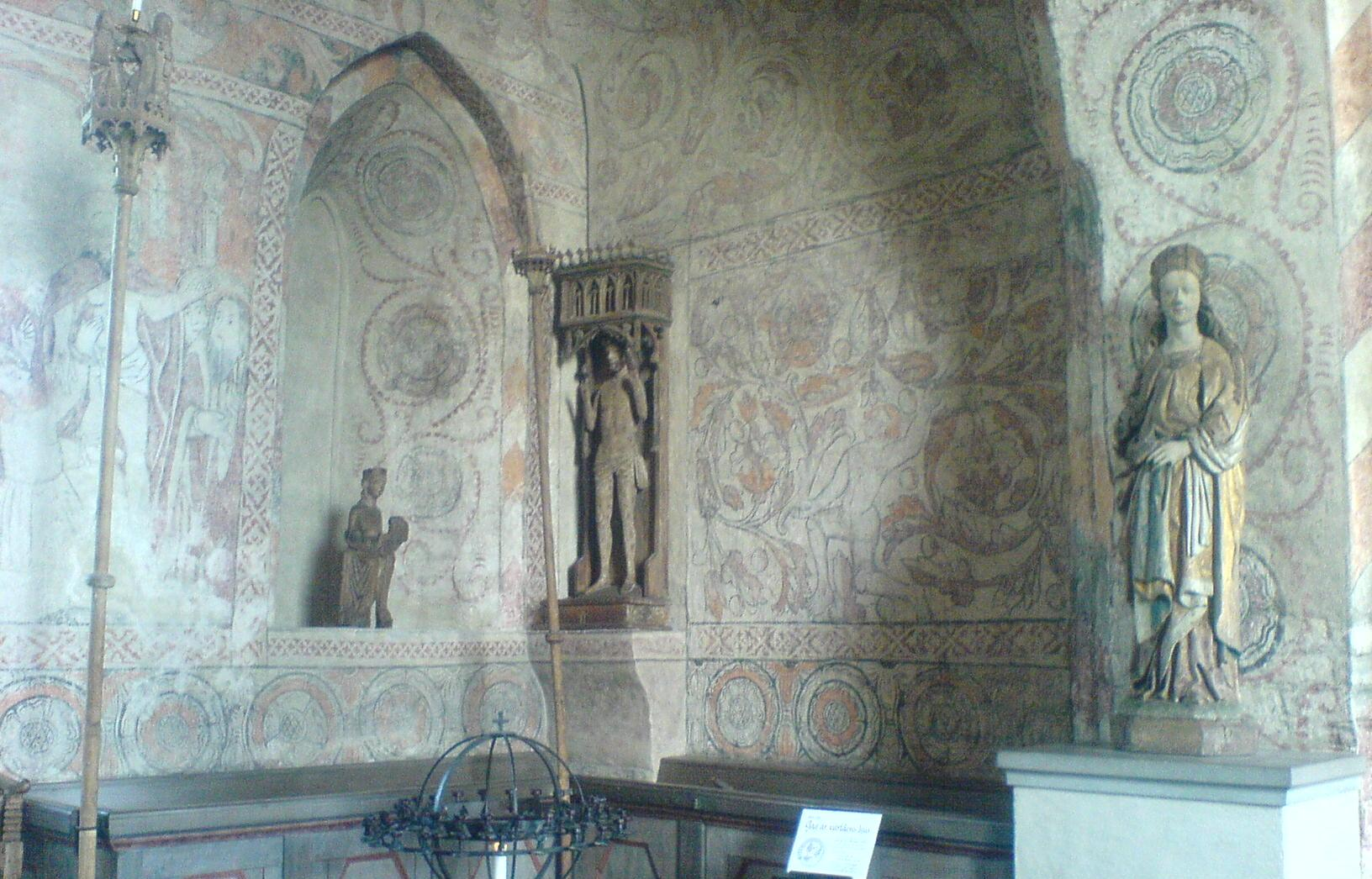
Festett fala

## Fordítás
- Ez a szócikk részben vagy egészben  a   Vika, Sweden című angol Wikipédia-szócikk ezen változatának fordításán alapul.  Az eredeti cikk szerkesztőit annak laptörténete sorolja fel. Ez a jelzés csupán a megfogalmazás eredetét és a szerzői jogokat jelzi, nem szolgál a cikkben szereplő információk forrásmegjelöléseként.